# Acanthephyra cucullata
Acanthephyra cucullata is een garnalensoort uit de familie van de Acanthephyridae. De wetenschappelijke naam van de soort is voor het eerst geldig gepubliceerd in 1893 door Faxon.